# Det Hvide Hus
 For alternative betydninger, se Det Hvide Hus (flertydig). (Se også artikler, som begynder med Det Hvide Hus)
Det Hvide Hus er USA's præsidents embedsbolig i det nordvestlige Washington D.C. på adressen 1600 Pennsylvania Avenue. Huset blev besluttet bygget i 1790 og præsidenten George Washington og byplanlæggeren Pierre L'Enfant valgte stedet sammen. Arkitekten blev valgt i en konkurrence med James Hoban som vinder, og den første sten blev lagt oktober 1792. James Hobans design tog udgangspunkt i Leinster House, et slot i Dublin, der nu er hovedsæde for det irske parlament. Store dele af husets konstruktion blev udført af både slavegjorte og frie afro-amerikanere samt europæiske immigranter. Husets nuværende navn blev først anvendt af Theodore Roosevelt i 1901.
Første gang en præsident boede i huset var i 1800. I 1814 blev bygningen og Washington D.C. nedbrændt under den britisk-amerikanske krig, 1812-krigen. Kun ydervæggene stod tilbage, men huset blev genopbygget.
Det Hvide Hus er den eneste statsbygning i Washington, der er kørestolsvenlig, fordi præsident Franklin Delano Roosevelt sad i kørestol som følge af polio.
I 1948 gav Harry S. Truman ordre til bygning af en kontroversiel tilbygning til Det Hvide Hus: en balkon på anden etage på sydsiden, der blev kendt som "Truman balkonen".
Kort tid efter konkluderede bygningseksperter, at bygningen, hvoraf meget var over 130 år gammel, var i en farlig forfalden tilstand. Samme år i august faldt en del af gulvet sammen og Trumans eget sove- og badeværelse blev afspærret som farlige. Der blev ikke offentliggjort noget om de alvorlige bygningsmæssige problemer i Det Hvide Hus før efter valget i 1948 var overstået, og på det tidspunkt havde Truman fået at vide, at hans nye balkon var det eneste af bygningen som var i orden. Truman familien flyttede ind i det nærliggende Blair House mens den nyere vestfløj, som bl.a. omfatter præsidentens ovale kontor forblev i brug. Truman gik til og fra arbejde over gaden hver morgen og aften. Det blev besluttet at nedbryde og genopbygge hele det indre af bygningen og samtidig udgrave nye kældre og understøtte fundamenterne. Den berømte facade blev afstivet og beholdt mens renoveringen fortsatte indenfor. Arbejdet varede fra december 1949 til marts 1952.
Indretningen stod John F. Kennedys hustru Jacqueline Kennedy for i 1961-1963. Hun lagde vægt på at restaurere indretningen så den fremstod som i det 19. århundrede, blandt andet blev gamle møbler hentet frem fra glemslen fra kælderen. I 1980'erne blev indretningen ændret af Nancy Reagan.
En stor del af bygningsværket "Det Hvide Hus" er i dag under jorden. Bygningen indeholder bl.a.:
- 132 rum
- 35 badeværelser
- 6 etager
- 412 døre
- 147 vinduer
- 28 pejse
- 8 trapper
- 3 elevatorer
- en tennisbane
- en bowlingbane
- en biograf
- en løbebane
- et svømmebassin

Der er:
- 5 fuldtidsansatte kokke
- 5000 besøgende om dagen